# Эфиопия на летних Олимпийских играх 1956
В 1956 году Эфиопия впервые приняла участие на Олимпийских играх в Мельбурне, отправив туда команду легкоатлетов и велосипедистов, но никто из них не получил ни одной медали.

## Результаты соревнований

### Лёгкая атлетика

#### Эстафета 4×400 м
Бейене Легессе, Аджанеу Байене, Мамо Вольде, Абебе Хайлу — последнее, 5-е место, в полуфинале.

#### Марафон
- Башай Фелеке — 29-е место в марафоне.
- Гебре Биркай — 32-е место в марафоне.

### Велоспорт

#### Шоссейный велоспорт
Спортсменов — 4
Мужчины
| Соревнование    | Спортсмен       | Время     | Место | Отставание |
| --------------- | --------------- | --------- | ----- | ---------- |
| Групповая гонка | Гурему Дембоба  | 5 26' 58" | 25    | 5' 41"     |
| Групповая гонка | Месфен Тесфайе  | 5 34' 25" | 36    | 13' 08"    |
| Групповая гонка | Зехай Бахта     | 5 34' 37" | 38    | 13' 20"    |
| Групповая гонка | Негусс Менгисту | DNF       | DNF   | DNF        |
| Командная гонка | Гурему Дембоба  | 99 очков  | 9     | 77 очков   |
| Командная гонка | Месфен Тесфайе  | 99 очков  | 9     | 77 очков   |
| Командная гонка | Зехай Бахта     | 99 очков  | 9     | 77 очков   |
| Командная гонка | Негусс Менгисту | DNF       | DNF   | DNF        |